# Tomocichla
Tomocichla is een geslacht van straalvinnige vissen uit de familie van cichliden (Cichlidae).

## Soorten
- Tomocichla asfraci Allgayer, 2002
- Tomocichla sieboldii (Kner, 1863)
- Tomocichla tuba (Meek, 1912)